# Amaya Coppens
Amaya Eva Coppens Zamora (Brussel·les, Bèlgica, 1994) és una activista i líder estudiantil belgo-nicaragüenca. Actualment és membre de l'Articulació de Moviments Socials, del Moviment Universitari 19 d'Abril de la UNAN-León i de la Coordinadora Universitària Democràcia i la Justícia.

## Biografia
Coppens va néixer a Brussel·les i va créixer a Estelí, Nicaragua. Al 2018, mentre cursava cinquè any de medicina a la Universitat Nacional Autònoma de Nicaragua a León (UNAN-León), va decidir unir-se a les protestes a nivell nacional. A causa del seu paper actiu contra el govern de Daniel Ortega, va ser detinguda al setembre i acusada de terrorisme amb agreugant de robatori, entre d'altres càrrecs. Amaya va romandre nou mesos empresonada, temps en què va protagonitzar una vaga de fam contra la Llei d'Amnistia. Després de ser alliberada, va continuar sent víctima d'assenyalaments i amenaces. El 14 novembre de 2019 Amaya va ser detinguda novament. El 30 de desembre del mateix any, va ser alliberada pel govern nicaragüenc juntament amb 90 persones més.
Actualment és membre de l'Articulació de Moviments Socials, del Moviment Universitari 19 d'Abril de la UNAN-León i de la Coordinadora Universitària Democràcia i la Justícia.

## Reconeixements
- Persona de l'Any 2019 triada pel Comitè Editorial de Despacho 505, compost per editors i experts en diverses disciplines.[3]

- Premi Internacional Dones Coratge 2020,[4] atorgat anualment a dones de tot el món que han demostrat coratge i lideratge en la defensa de la pau, de la justícia i dels drets humans.